# Etienne de Vignolles

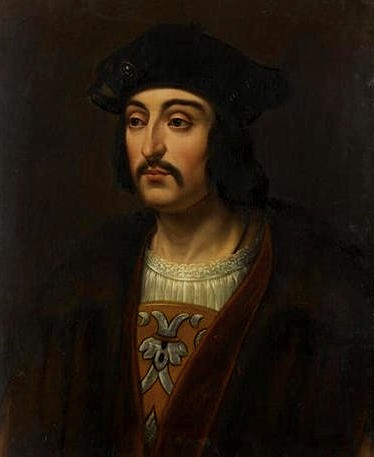
Chân dung La Hire theo hình dung của Louis-Félix Amiel, năm 1835

Etienne de Vignolles, còn được gọi là La Hire (1390 – 11 tháng 1 năm 1443 tại Préchacq-les-Bains, Landes, Pháp), là một viên chỉ huy người Pháp trong Chiến tranh Trăm năm. Trong dân gian Pháp ông chính là biểu tượng của quân bài Jack cơ.
Chân dung của La Hire thường được mô tả như là một chiến binh xù xì và thô lỗ. Ông có biệt danh của mình trên chiến trường bởi bản tính bạo lực và bản tính hay tức giận đã làm cho ông trở lên nổi tiếng (trong thực tế, ire trong tiếng Pháp vào thời điểm đó có nghĩa là sự tức giận). Gia huy của Đại úy La Hire, Charles đã tưởng thưởng cho La Hire vì chiến công của ông với danh hiệu Ngài Montmorillon.